# Baie Cumberland (Chili)
Pour les articles homonymes, voir Baie Cumberland et Cumberland.
La baie Cumberland, en espagnol : Bahía Cumberland, est une baie située au nord-est de l'île Robinson Crusoe, dans l'archipel Juan Fernández, au Chili. Sur les rives de la baie se trouve le seul village de l'île, San Juan Bautista.
Le 14 mars 1915, pendant la Première Guerre mondiale, le croiseur allemand SMS Dresden est coulé dans la baie par trois croiseurs britannique après qu'il s'y soit réfugié.